# Living Loving Maid (She's Just a Woman)
Living Loving Maid (She's Just a Woman) è un brano del gruppo inglese Led Zeppelin contenuto nel secondo album della band, Led Zeppelin II, e pubblicato come b-side di Whole Lotta Love.

## Sinossi
La canzone parla di una vecchia groupie newyorchese che tormentò il chitarrista della band, Jimmy Page, per tutto il tour estivo del 1969; come affermò poi lo stesso:

## Storia
Il brano fu uno dei meno amati dagli stessi membri del gruppo, tanto che non venne mai suonato dal vivo se si esclude una parziale esecuzione nella tappa a Düsseldorf del 12 marzo 1970 dopo la celebre Heartbreaker; lo stesso Page, in un concerto del 1975, affermò: "Per favore, stasera suoniamo cose buone. Non chiedeteci cose orecchiabili come With a purple umbrella and a fifty cent hat". Il cantante Robert Plant, tuttavia, rieseguì il brano dal vivo da solista nel 1990.
Page incise la canzone con una chitarra a dodici corde e nella prima stampa inglese dell'album il brano era intitolato Livin' Lovin' Wreck.

## Tracce
1969 7" single (Giappone: Nihon Gramophone DT-1146, Turchia: Atlantic 70504)
- A. "Living Loving Maid (She's Just a Woman)" (Page, Plant) 2:39
- B. "Bring It On Home" (Page, Plant, Dixon) 4:21

1969 7" single (Argentina: Atlantic 2164 002)
- A. "Living Loving Maid (She's Just a Woman)" (Page, Plant) 2:39
- B. "Whole Lotta Love" (Bonham, Jones, Page, Plant, Dixon) 3:12

1969 7" single (Perù: Atlantic AT 7050)
- A. "Living Loving Maid (She's Just a Woman)" (Page, Plant) 2:39
- B. "Ramble On" (Page, Plant) 4:23

1969 7" single (USA: Atlantic 45-2690)
- A. "Whole Lotta Love" (Bonham, Jones, Page, Plant, Dixon) 5:33
- B. "Living Loving Maid (She's Just a Woman)" (Page, Plant) 2:39